# Brent Renaud
Brent Anthony Renaud (Memphis, 2 ottobre 1971 – Irpin', 13 marzo 2022) è stato un giornalista, fotoreporter, regista e documentarista statunitense.

## Biografia

### Carriera
Renaud nacque a Memphis, nel Tennessee, ma crebbe a Little Rock, nell'Arkansas. Sua madre, Georgann Freasier, era un'assistente sociale, mentre suo padre, Louis Renaud, era un agente di vendita. Conseguì una laurea in letteratura inglese presso la Southern Methodist University e un master in sociologia alla Columbia University.
Facendo la spola tra Little Rock e New York, insieme a suo fratello Craig produsse serie televisive e film-documentari incentrati su storie umanistiche. Tra il 2004 e il 2005 i due crearono una serie TV dal titolo Off to War, andata in onda su Discovery Channel. Iniziarono poi a seguire anche giornalisticamente una serie di guerre in varie parti del mondo, a partire da quelle di Iraq e Afghanistan fino ad arrivare alla guerra della droga in Messico. Si occuparono inoltre della crisi in Egitto, della situazione in Libia e del terremoto che colpì Haiti nel 2010. Per il loro lavoro, i fratelli Renaud vinsero diversi premi per la televisione e il giornalismo, tra cui un Peabody Award nel 2015.
Nel 2017 Brent diresse, sempre col fratello, un documentario per la HBO dal titolo Meth Storm. 
Nel 2019 fu nominato professore invitato dell'Università dell'Arkansas. Insieme a suo fratello fu beneficiario del Pulitzer Center e fondò il Little Rock Film Festival.

### Morte
Il 13 marzo 2022 Brent Renaud si era recato nella città di Irpin', in Ucraina, insieme ad altri giornalisti e reporter, per seguire gli avvicendamenti della crisi generatasi con la Russia già agli inizi del 2014: qui fu raggiunto alla nuca da un colpo d'arma da fuoco esploso dai soldati russi. Fu il primo giornalista occidentale a cadere durante il conflitto. Nella sparatoria due suoi colleghi vennero feriti e portati in ospedale. Uno di loro, Juan Arredondo, ha poi affermato in un video pubblicato da un giornalista italiano su Twitter che erano intenti a riprendere i civili in fuga attraverso uno dei ponti della città, quando vennero presi di mira dai soldati che avrebbero quindi sparato contro il gruppo.

## Filmografia
- Off to War (2004) - serie televisiva
- Little Rock Central: 50 Years Later (2007) - documentario
- Warrior Champions: From Baghdad to Beijing (2009) - documentario
- Last Chance High (2015) - serie televisiva
- Meth Storm (2017) - documentario
- Shelter (2018) - documentario